# Hanoi Football Club
Maillots
Actualités
Le Hanoi Football Club (Câu lạc bộ bóng đá Hà Nội) est un club vietnamien de football basé à Ba Dinh, un district de Hanoï. En 2008, ils ont réalisé le plus gros transfert de toute l'histoire de la V-league en recrutant le triple Ballon d'or du Viêt Nam Lê Công Vinh.

## Histoire
Le club est fondé en 2006 à Hanoï. Cinq fois sacré champion du Viêt Nam, il a également remporté une Supercoupe et atteint à trois reprises la finale de la Coupe du Viêt Nam, sans jamais réussir à la gagner. T&T a réussi l'exploit de terminer à l'une des deux premières places du championnat durant sept saisons consécutives, entre 2010 et 2016.
Ces bons résultats au niveau national lui permettent de prendre par de façon régulière aux compétitions continentales (Ligue des champions et Coupe de l'AFC). Son meilleur résultat est une demi-finale, disputé lors de la Coupe de l'AFC 2019, où le club est éliminé par le club nord-coréen April 25 SC aux portes de la finale. Cela est la meilleure performance d'un club vietnamien dans une compétition continentale.
Le propriétaire du club, Do Quang Hien, possède également plusieurs autres clubs du championnat, tel que le SHB Da Nang ou le défunt Saigon FC, ce qui a provoqué des controverses au sein du championnat.

## Palmarès
- Championnat du Viêt Nam : (6)
  - Vainqueur en 2010, 2013, 2016, 2018, 2019, 2022
  - Vice-champion en 2011, 2012, 2014 et 2015

- Coupe du Viêt Nam : (3)
  - Vainqueur en 2019, 2020 et 2022

- Supercoupe du Viêt Nam : (5)
  - Vainqueur en 2010, 2018, 2019, 2020 et 2022
  - Finaliste en 2013 et 2015

## Liens  externes
- (vi) Site officiel
- Ressources relatives au sport :   - FootballDatabase
  - Leballonrond
  - Mondefootball
  - Soccerway
  - Transfermarkt